# Maison au 6, rue des Églises à Saverne
La maison au 6, rue des Églises est un monument historique situé à Saverne, dans le département français du Bas-Rhin.

## Localisation
Ce bâtiment est situé au 6, rue des Églises à Saverne.

## Historique
L'édifice fait l'objet d'une inscription au titre des monuments historiques depuis 1929.